# السنز
السنز (به آلمانی: Alsenz) یک شهر در آلمان است که در راینلاند-فالتس واقع شده‌است.

## خصوصیات
السنز ۱۲٫۸۸ کیلومترمربع مساحت دارد ۲۲۴ متر بالاتر از سطح دریا واقع شده‌است.